# Graham Macdonald
Graham Alastair Macdonald, né en juillet 1964 à Guildford, est un homme d'affaires et entrepreneur britannique d'origine écossaise, actuel PDG de la marque automobile britannique Caterham.
Il a étudié le droit des affaires et le management à l'université de Cambridge, en Angleterre. Il vit à West Malling, dans le comté de Kent en Angleterre.

## Biographie

### Jeunesse et études
Il a grandi à Stirling, en Écosse.